# Die Spur im Schnee (2005)
Die Spur im Schnee ist der Titel eines Dramas, das 2005 unter der Regie von Robert Narholz in den USA und Österreich entstand.

## Handlung
Nach einigen Jahren in den USA kommt Elisabeth Fuchsmaier zurück in ihre Heimatstadt in Oberösterreich, um das Erbe ihrer Mutter anzutreten, die sie nie selbst traf und immer dafür gehasst hat, dass sie sie schon als kleines Kind fortgegeben hat.
Im Haus ihrer Mutter angekommen findet sie dort nicht nur ihren alkoholisierten Bruder vor, sondern auch ein kleines Mädchen, das geisterhaft immer wieder erscheint, um wieder zu verschwinden. Elisabeth sieht sich selbst in diesem Kind und beginnt an ihrem Verstand zu zweifeln, bis sie sich endlich auf die Suche nach der Liebe macht, die sie nie empfunden hat.

## Auszeichnungen
Der Film gewann 2005 den Jury Award beim Garden State Film Festival in der Kategorie „Best Feature – Foreign Language“.